# Baron Harding of Petherton

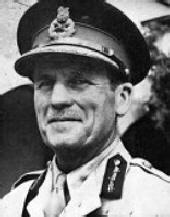
John Harding, 1. Baron Harding of Petherton

Baron Harding of Petherton, of Nether Compton in the County of Dorset, ist ein erblicher britischer Adelstitel in der Peerage of the United Kingdom.

## Verleihung
Der Titel wurde am 17. Februar 1958 für Field Marshal Sir John Harding geschaffen. Dieser war ein berühmter Offizier im Zweiten Weltkrieg und in der Nachkriegszeit. Unter anderem kommandierte er die Britische Rheinarmee und war Chef des Imperialen Generalstabes. Schließlich diente er als Gouverneur von Zypern.

## Liste der Barone Harding of Petherton (1958)
- (Allan Francis) John Harding, 1. Baron Harding of Petherton (1896–1989)
- John Charles Harding, 2. Baron Harding of Petherton (1928–2016)
- William Alan John Harding, 3. Baron Harding of Petherton (* 1969)

Titelerbe (Heir Apparent) des jetzigen Barons ist dessen Sohn, Hon. Angus John Edward Harding (* 2001).